# Varrógép

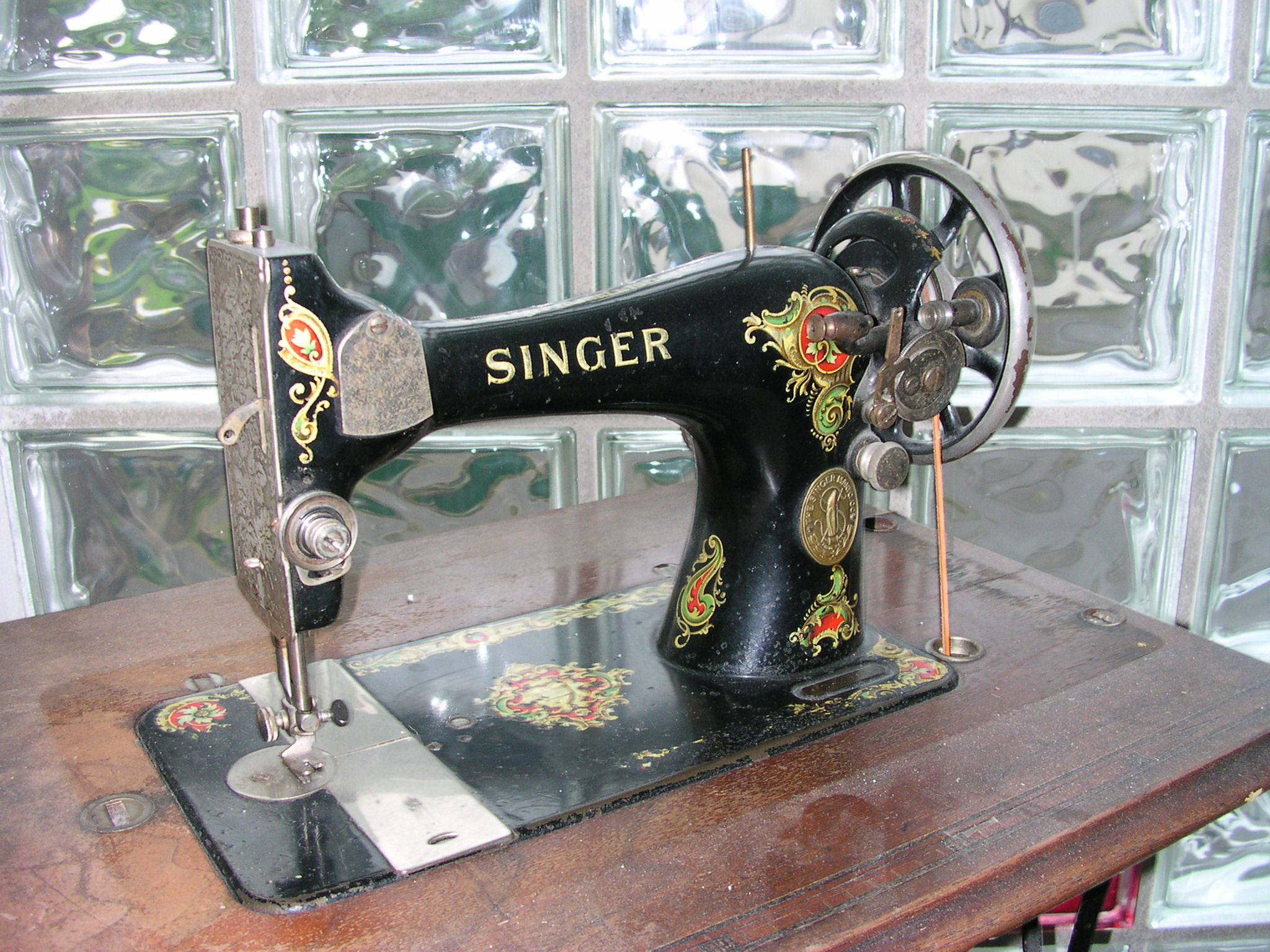
Háztartási varrógép a 20. század elejéről

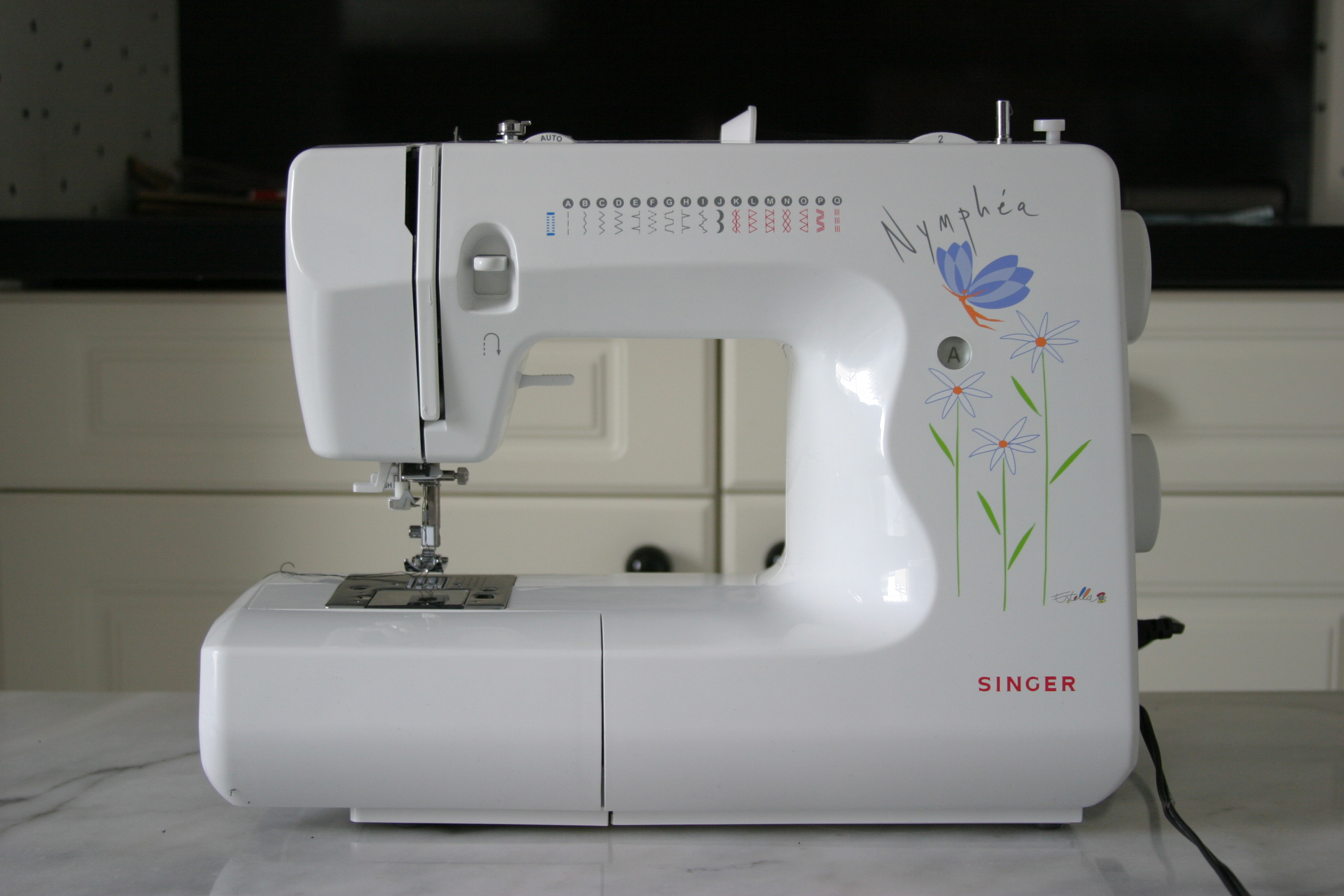
Háztartási varrógép a 21. század elejéről

A varrógép a varrás gépesítését szolgálja. A kézi varráshoz hasonlóan varrótűvel és cérnával dolgozik, és szerkezetétől függően nagyon különböző varrástípusok előállítására lehet alkalmas, olyanokéra is, amelyek kézi varrással nem vagy csak nagyon bonyolult módon lennének elkészíthetők.
Varráshoz az őskorban még halszálkából, kihegyezett csontdarabból és fából készült eszközt használtak. A varrást nagyban megkönnyítette a fémből készített tű feltalálása, melynek első nyomát az i. e. 3. századból a mai Németország területéről származó lelet bizonyította. Az ezután következő még nagyobb lépés az első varrógép elkészítése volt, amihez az ipari forradalom adott műszaki hátteret és 1790-ben elsőként Thomas Saint angol feltaláló szabadalmaztatta saját varrógépét.
Azóta természetesen sokat változott a varrógép és aszerint, hogy milyen öltésfajtát készítenek, meg lehet különböztetni láncöltésű és huroköltésű varrógépeket. A felhasználási terület szempontjából jelentős különbségek vannak a háztartási és az ipari varrógépek, ezen belül pedig az általános használatra szánt és a meghatározott varrási művelet végrehajtására szerkesztett célgépek között. A varrógép megalkotása alapjában véve az ipari alkalmazást célozta meg, hiszen a hivatásos szabómesterek munkáját volt hivatva megkönnyíteni. Csak később jutott el a varrógép arra a fejlesztési fokra, amikor már a háztartásokban is megjelenhetett.

## Története
Az ősidőkben és az ókorban a varráshoz halszálkából, kihegyezett csontdarabból, fából készült eszközt használtak a mai cérna szerepét betöltő növényi rostnak, bélhúrnak, hosszú haj- vagy állati szőrszálnak a varrandó anyagon történő átvezetésére. A mai Oroszország területén például elefántcsont varrótűt találtak egy 30 000 éves sírban.
Ahhoz, hogy a varrógép gondolata egyáltalán felmerülhessen, a fémből készült varrótűt kellett feltalálni. Az eddig legrégibbnek ismert vas varrótű az i. e. 3. századból a mai Németország területén került elő. Kínában egy, a Han dinasztia időszakából (i. e. 202 – i. sz. 220) származó sírban teljes varrókészletet találtak acélból készült tűkkel és gyűszűkkel (ezek a ma ismert legrégebbi gyűszűk). Már az ókori Egyiptomban is készítettek bronz varrótűt, de a legjobban használhatókat a mai Spanyolország területén megtelepedett mórok készítették a 11. században, eredetileg sebészeti célra.
A varrógép története a 18. század második feléig, az ipari forradalom korára nyúlik vissza. Az első próbálkozások a kézi varrás gépesítésére a francia Chalumeau nevéhez fűződnek, akiről azonban bővebb adatok nem maradtak fenn. Thomas Saint 1790-ben szabadalmaztatta varrógépét, amit bőr, valamint erős textilanyagok (pl. ponyva) varrására szánt. Ebben külön lyukasztó készítette a nyílást az anyagon, amin a tű villás kiképzésénél fogva áttolta a cérnát. Gépe azonban a gyakorlatban nem vált be.
1807-ben William Chapman alkalmazott először olyan varrótűt, amelynek nyílása nem a felső végén, hanem a hegy közelében volt – ez alapozta meg a valóban használható varrógép létrejöttét. Először Balthasar Kremsnek(de) sikerült 1810-ben a gyakorlatban is bevált varrógépet készítenie. Gépe láncöltésű varratot készített és felépítését tekintve a ma is használatos láncoló- („kettliző-”) gépek ősének tekinthető.

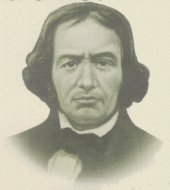
Barthélémy Thimmonier

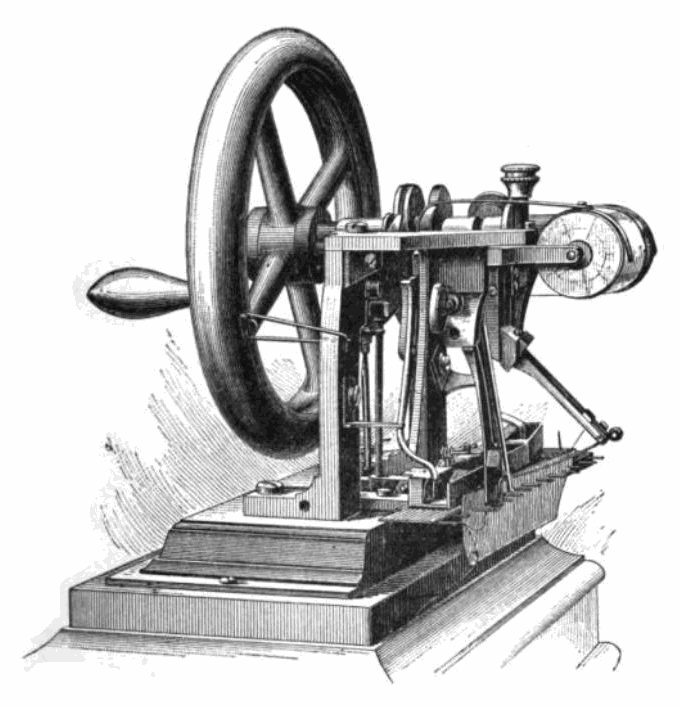
Elias Howe varrógépe

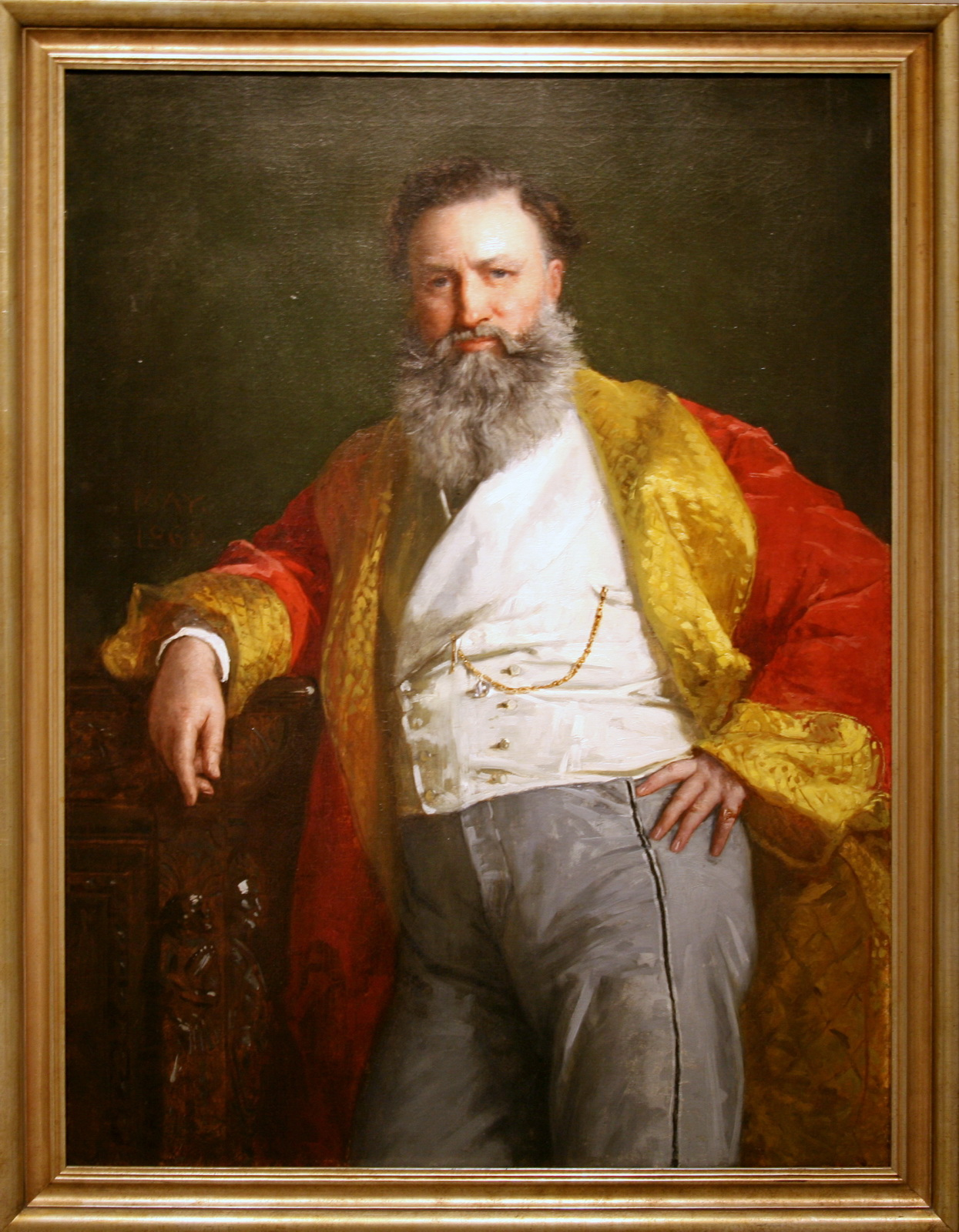
Isaac Merritt Singer

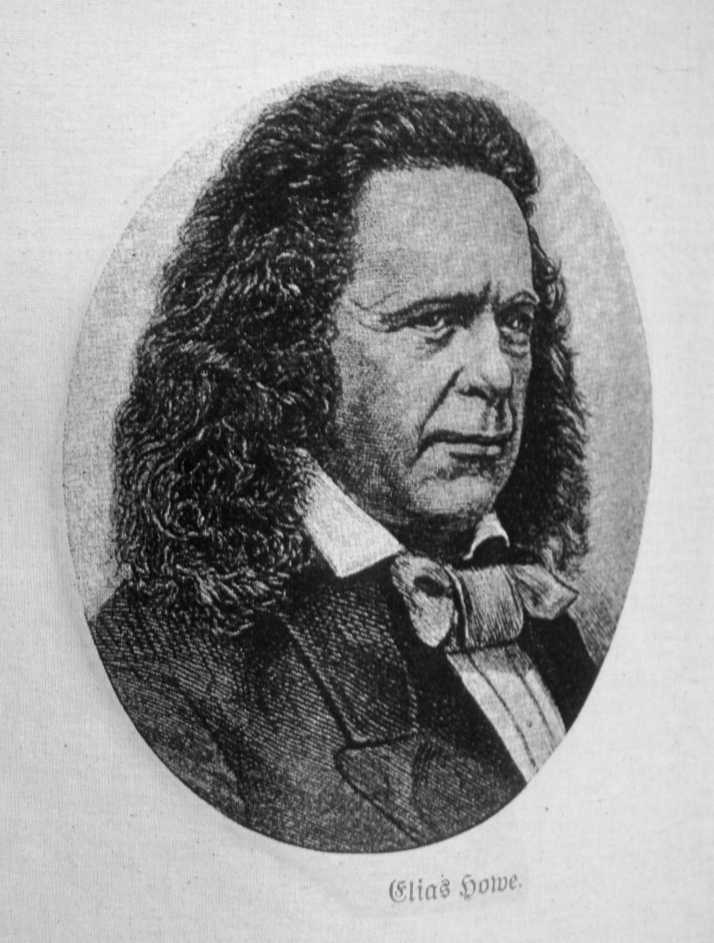
Elias Howe

Barthélémy Thimonnier(en) francia szabómester 1829-ben horgas tűvel láncöltésű varrógépet szerkesztett egy egyenruhagyár számára, amely azután nemcsak saját használatára, hanem eladásra is gyártott gépeket: ez tekinthető az első varrógépgyárnak.
1755-ben Charles Fredrick Weisenthal(en) készítette el az első kéthegyű tűt, amelynek közepén volt az a nyílás, amin a cérnát át kellett fűzni. Ehhez 1814-ben Josef Madersperger(en) olyan gépet szerkesztett, amely ezt a tűt hol az egyik, hol a másik végén fogta meg és szúrta át a varrandó anyagon.
A huroköltésű varrógép első megoldása az amerikai Walter Hunt(en) nevéhez fűződik, aki az 1830-as években foglalkozott ezzel, de szabadalmaztatását elmulasztotta, és az feledésbe is merült. Elias Howe(en) 1846-ban szabadalmaztatott gépén, az első hurokfogó hajóval működő gépen is ezt az öltéstípust alkalmazta. 1850-ben Sherburne Blodget és John Lerow az ide-oda mozgó hurokfogó hajót előre-hátra forgó hurokfogóval helyettesítette. Ezt a megoldást tökéletesítette Allen Benjamin Wilson(en), aki 1851-ben szabadalmaztatta a körforgó hurokfogót.
A varrógépek tömeges elterjedésében igen fontos szerepet játszott az amerikai Isaac Merritt Singer, aki maga is több szerkezeti tökéletesítéssel járult hozzá a varrógép fejlesztéséhez. 1857-ben alapított gyárában bevezette az alkatrészek tömeggyártását, ezzel jelentősen csökkentve azok árát, emellett kiváló marketingtevékenységet folytatott és világméretű eladó- és szervizhálózatot vezetett be. Mindez hozzájárult a varrógép tömeges elterjedéséhez és meghonosodásához nemcsak a ruhaiparban, hanem a háztartásokban is. 1860-ra az I. M. Singer & Co. – később Singer Manufacturing Co. – a világ legnagyobb varrógépgyárává nőtte ki magát.
A varrógép ezután már gyorsan elterjedt. 1891-ben egyedül a Singer-gyár termelése meghaladta a 10 millió darabot, de a 19. század utolsó éveiben az európai varrógépgyárakban is százezres nagyságrendű darabszámban készültek a gépek.
Magyarországon Csonka János kezdeményezésére 1893-ban alapította meg Lázár Pál az Első Magyar Varrógép- és Kerékpárgyár Rt.-t, amely Adria márkanévvel gyártotta gépeit. Ez a vállalat azonban 1929-ben tönkrement. 1930-ban a Weiss Manfréd Acél- és Fémművek kezdte meg a Csepel varrógépek gyártását a német Pfaff cég licenciája alapján. A második világháború után az államosított Weiss Manfréd-gyárhoz tartozó Csepeli Varrógépgyárban folytatódott a termelés, ahol a háztartási gépek mellett megkezdték ipari gépek gyártását is. 1951-ben megalapították a Könnyűipari Gépgyártó Vállalatot, ahol elsősorban bőripari varrógépeket gyártottak. Az 1990-es években azonban hazánkban a varrógépgyártás megszűnt.
A 20. század a varrógépgyártásban is óriási fejlődést hozott. A ruhaipar egyre fokozódó igényeinek megfelelően a varrógépgyárak újabb és újabb konstrukciókkal jelentek meg, amelyek célja a varrási műveletek egyszerűsítése, tökéletesítése, automatizálása, a varrás időszükségletének minimálisra szorítása. Ez utóbbit egyrészt a varrógépek fordulatszámának növelésével érték el – aminek azonban műszaki és gazdaságossági határai vannak –, másrészt a kézi műveletek lehetőség szerinti csökkentésével, azaz olyan készülékek, segédberendezések kifejlesztésével, amelyek a varrás műveletéhez tartozó kézi munkákat egyszerűsítik vagy helyettesítik. Megjelentek azok az automata berendezések, amelyek egy-egy ruhadarab alkatrészeit önműködően csaknem teljesen készre varrják. Mindebben a gépek elektronikus vezérlése, számítógépes programozása hatalmas szerepet játszik.

## A varrógép működési elve

### Láncöltésű varrat képzése

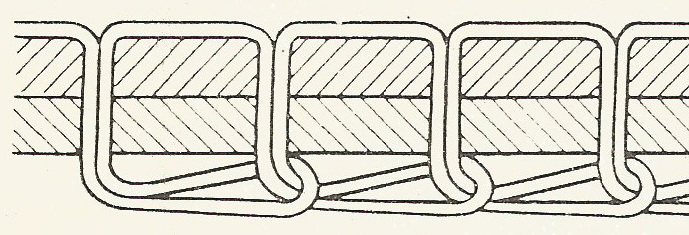
Láncöltés

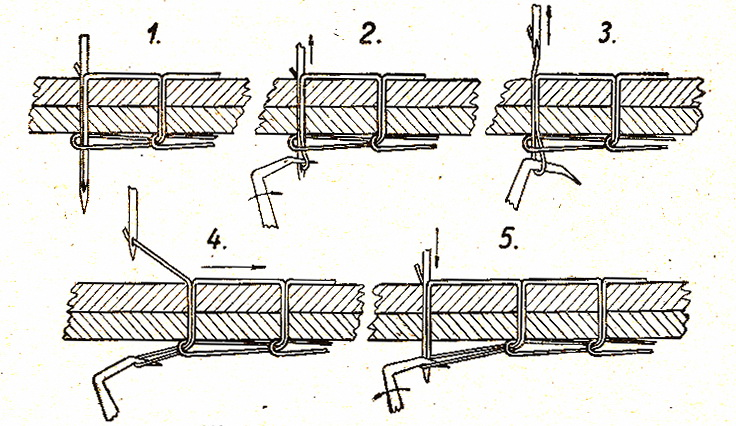
Egyfonalas láncöltés képzése

Az egyszerű, egyfonalas láncöltés egyetlen fonalból (cérnából) készül. A tű a belefűzött cérnával együtt átszúrja a varrandó anyagot (1), majd amikor újra felemelkedik, a cérnából – a cérna és a varrandó anyag közötti súrlódás következtében – alul egy kis hurok keletkezik, amit a hurokfogó kap el (2). Amint a tű emelkedése közben elhagyja a varrandó anyagot (3), megtörténik annak egy öltéshosszal való továbbítása (4). Ezalatt a hurokfogó által tartott hurokhoz további cérnát húz magával, kialakul az új öltés, amibe a tű újbóli lesüllyedésekor beleszúr (5) és ezzel egyúttal rögzíti is azt.

### Huroköltésű varrat képzése

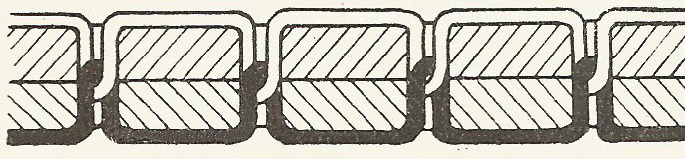
Huroköltés

Huroköltés képzése körforgó hurokfogóval

A huroköltésű varrat két cérnaágból készül, amelyek közül az egyiket a tűbe fűzik (tűfonal, felső fonal), a másikat pedig a varrandó anyag alatt elhelyezkedő hurokfogóban helyezik el egy kis csévén (alsó fonal, hurokfogó-fonal). A tű átszúrása, majd ezt követő emelkedése során itt is kialakul egy kis cérnahurok, amibe a hurokfogó hegye belekapaszkodik. Az ábrán bemutatott körforgó hurokfogó esetében az így megfogott cérnahurok teljesen megkerüli a hurokfogóban elhelyezett cérnacsévét, vagyis mintegy átfűzi a csévét a fonalhurkon. A fonalhúzó ehhez kellő mennyiségű cérnát biztosít. Ennek befejeztével a tű emelkedni kezd, a fonalhúzó megfeszíti a tűfonalból képződött hurkot, amely magával húzza a hurokfogó-fonalat is. A hurokfogóban elhelyezett csévéről annyi cérna fejtődik le, amennyi az öltésképzéshez szükséges. A felső és az alsó cérna – helyes gépbeállítás esetén – a varrandó anyag vastagságának közepén kapcsolódik össze. Ezután történik meg a varrandó anyag egy öltéshossznyi eltolása az új tűbeszúrás helyének megfelelően.
Itt fontos megemlíteni, hogy a körforgó hurokfogó már a műszaki fejlődés egy magasabb fokán alakult ki. A kezdeti próbálkozások idején egy előre-hátra mozgó kis „hajót” alkalmaztak, amiben apró csévén helyezték el a fonalat, hasonlóképpen ahhoz, mint ahogy a szövőgépen a vetélő működik. Ez a megoldás Elias Howe nevéhez fűződik (1846). Az egyenes mozgást végző hajót először az oda-vissza forgómozgást végző ún. félfordulatos hurokfogó váltotta fel, amit 1852-ben az Allen Benjamin Wilson által feltalált körforgó hurokfogó követett. Ennek továbbfejlesztett és tökéletesített változatait alkalmazzák a mai korszerű huroköltésű varrógépeken is.

### Öltésképző eszközök
A varrógép minden része közvetlenül vagy közvetve azt a célt szolgálja, hogy az öltésképzésnek a fentiekben elviekben vázolt folyamatát megvalósítsa. A varrógépnek azokat az alkatrészeit, amelyek az öltésképzésben közvetlenül részt vesznek, az öltésképzés közvetlen eszközeinek nevezik. Ezek

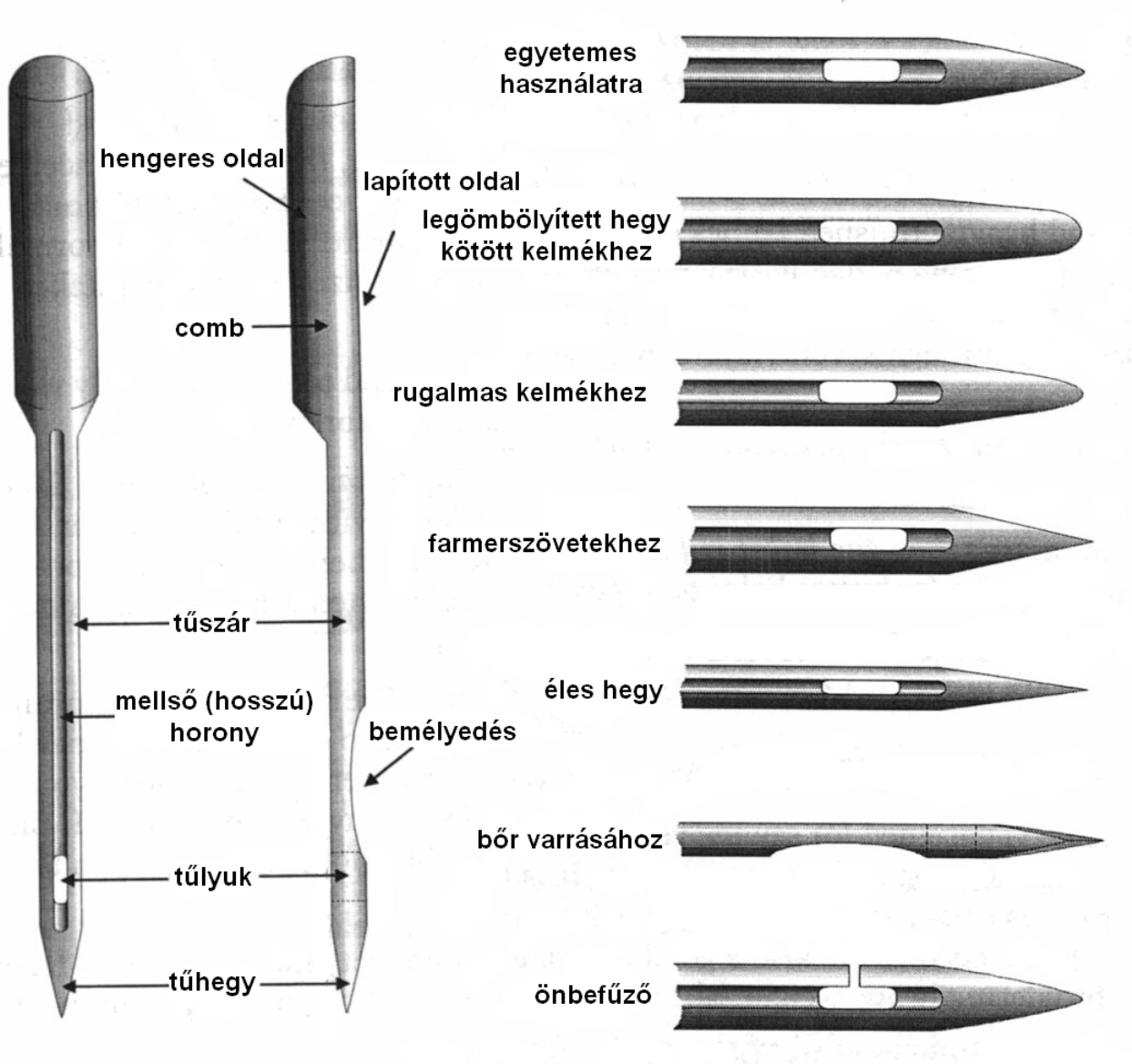
A varrógéptű jellegzetes részei és a tűhegy különböző kialakításai

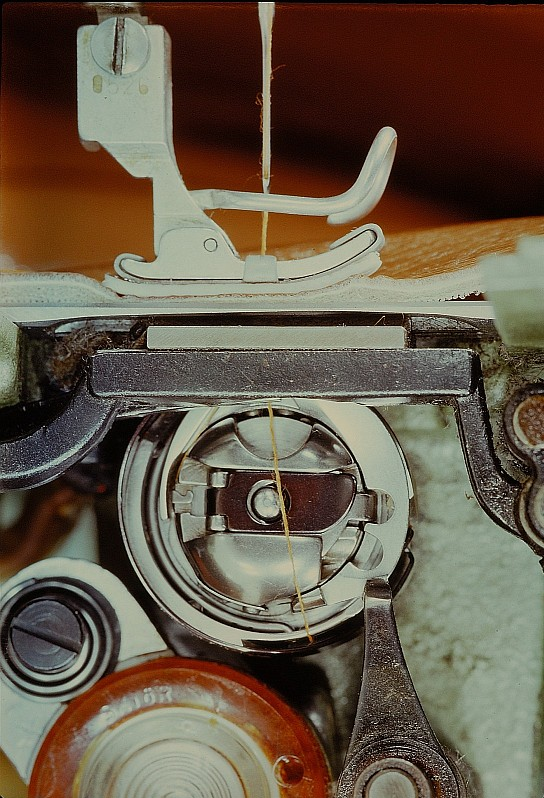
Körforgó hurokfogó huroköltésű varrógépen

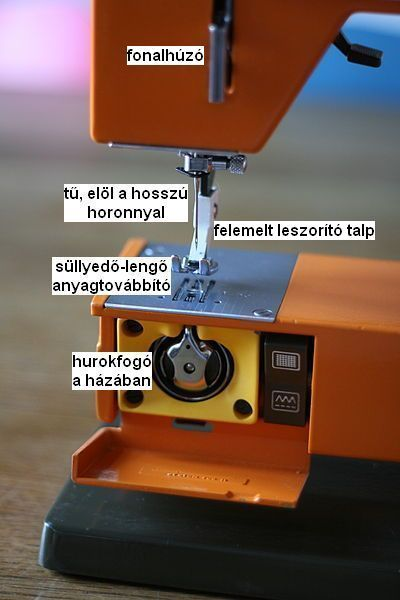
Hurokfogó a házában

Süllyedő-lengő kelmetovábbító

- a varrógéptű, amely átszúrja a varrandó anyagot (bőr esetében átvágja a rostokat) és átjuttatja a tűbe befűzött cérnát ezen a nyíláson. A felső fonal (cérna) a tű hosszú hornyában helyezkedik el. A tű felfelé mozdulásakor a cérnát ezen az oldalon nem húzza magával, mivel az nem érintkezik az anyaggal. A tűlyukon átvezetett cérna és a kelme közötti súrlódás miatt a varrandó anyag alatt a cérnából egy kis hurok keletkezik, amelybe a hurokfogó hegye beleakadhat; [23][24]
- a hurokfogó, amely – láncöltésű varrógépek esetében – belekapaszkodik a tűhurokba, fogva tartja azt, mialatt a kelmetovábbítás megtörténik, majd a tű ismételt leszúrásakor biztosítja, hogy a tű a korábban készült hurokba szúrjon be, ezt követően elengedi a hurkot. A több fonalrendszerből álló módosított láncöltésű (kétfonalas láncöltést készítő, szegővarró, fedővarró stb.) varrógépek esetében a hurokfogóba is fonalat fűznek.[25]

Huroköltésű varrógépek esetében a tűfonalból készült huroknak meg kell kerülnie a hurokfogó belsejében elhelyezett csévét, amelyről az alsó fonal lefejtődik; A hurokfogó mindig a hosszú horonnyal ellentétes oldalon helyezkedik el.
- a varrandó anyag továbbítását végző kelmetovábbító az öltésképzés befejezésekor meghatározott távolsággal elmozdítja a varrandó anyagot, hogy az öltések sorozatából kialakuljon a varrat. Az öltések közötti távolság határozza meg az öltéssűrűséget, vagyis az öltések hosszegységre (1 vagy 10 cm) eső számát. A korábbi gépeken használt süllyedő-lengő anyagtovábbítót a szakaszosan forgó, majd a folyamatosan forgó anyagtovábbító váltotta fel. A gyorsvarrógépeknél, ahol folyamatosan forgó anyagtovábbítás van a tű eltörne. Ezt megakadályozandó a tű lengő mozgást végez az anyagtovábbítás irányában. Már a hurokfogó előtt elkezdi az anyag átszúrását, miközben együtt mozog az anyaggal a továbbítás irányába. A hurokfogó felett elhaladva létrejön az öltésképződés, és már a hurokfogón túlhaladva történik meg a szál behúzása az anyagba. Ez alkalmassá teszi a különösen sima felületű kelmerétegek el- vagy szétcsúszásának megakadályozását is.[27]

Az automata varrógépeken (gombfelvarrógép, gomblyukvarrógép, zsebvarrógép stb.) a varrandó anyagot egy keretbe fogják be és ezt a keretet mozgatják annak megfelelően, ahogy a varrási művelet kívánja (pl. a gomb felvarrásánál a gombot fogják be és mozgatják úgy, hogy a tű mindig a gomb lyukaiba szúrjon be).
- huroköltésű varrógép esetében a fonalhúzó, amely a tűbe fűzött cérna adagolásáról ill. a cérnafelesleg visszahúzásáról gondoskodik.[29]

## Módosított öltésű varrógépek
A módosított öltésű varrógépek az alap öltéstípusokhoz képest eltérő varratképet eredményeznek és ezzel különböző sajátos varrási feladatok megoldására alkalmasak.
- A cikcakk-varrógépeken a tű leszúrási helyei a varrási irányra merőlegesen váltakozó irányban kitérnek.
- A szegővarrógépek a kelme vágott szélének eldolgozására szolgálnak. A szegőöltéseknek egy-, két- és háromfonalas változatai használatosak, a kétfonalas szegőöltést a szaknyelv overlock, a háromfalast interlock néven ismeri.

A szegővarrógépek egy változata a biztonsági varratot készítő varrógép, amely két tűvel dolgozik (kétsoros varratot készít). Ezek közül a varrandó anyag széle felé eső tűvel szegővarratot képeznek, a belső tűvel pedig kettős láncöltésű vagy huroköltésű egyenes varratot. (Ha szegővarratként háromfonalas szegővarratot és huroköltést alkalmaznak – ami nagyon gyakori eset –, ennek a varrattípusnak a szokásos elnevezése: ötfonalas biztonsági varrat.)
- A hátulvarrógép egyszerű vagy kettős láncöltést készít és különlegessége, hogy vízszintes helyzetű tűvel dolgozik, a varrandó anyagot két recézett peremű, vízszintes síkú tárcsa közé fogják be, ezek végzik a továbbítást. Az elnevezés onnan származik, hogy a gépet eredetileg a síkhurkolt harisnyák hosszanti összevarrására szerkesztették, a varrat a harisnya hátulján képződött. Ez a gép különösen alkalmas besodródó szélű kötött kelmék összevarrására.[32]
- A láncológép („kettlizőgép”) eredetileg szintén a harisnyaipar számára készült, a harisnya vagy zokni orrhegyének nagyon sima varrattal történő lezárására. Később a használata elterjedt a felsőkötöttáruk (pulóverek, kardigánok stb.) alkatrészeinek összevarrására is, éppen azért, mert varrata – ellentétben az egyszerű szegővarratokkal – nem domborodik ki, az alkatrészek szélei teljesen laposan érintkeznek. Varráskor az összevarrandó kötöttkelme-rétegek szemeit egyenként feltűzik („felverik”) egy fésűszerű fogazatra és ahogy ez a fogazat elhalad a varrótű előtt, a tű a feltűzött szempárokat egyenként összevarrja. A gép egy- vagy kétfonalas láncöltést készít.[33]
- A nem átmenő (rejtett) öltésű varrógépek varrata a varrandó anyagnak csak az egyik oldalán látható.

A kettőző (pikírozó) gép két egymásra fektetett kelmeréteget egy ív alakú tűvel varr össze úgy, hogy a kelmerétegeket a varrás helyén kidomborítják, ezáltal a görbe tű úgy hatol át a két rétegen, hogy az alsó réteget nem szúrja át, végig a kelme belsejében halad. A varrat így csak az egyik oldalon válik láthatóvá. A varrat egyszerű láncöltésekből áll.
A szélfelvarró- (staffirozó) gép visszahajtott szélek rejtett öltéssel való felvarrására szolgál. A varrat a kelme visszahajtott szélét úgy kapcsolja össze az alapkelmével, hogy a vágott szélt közben be is szegi.

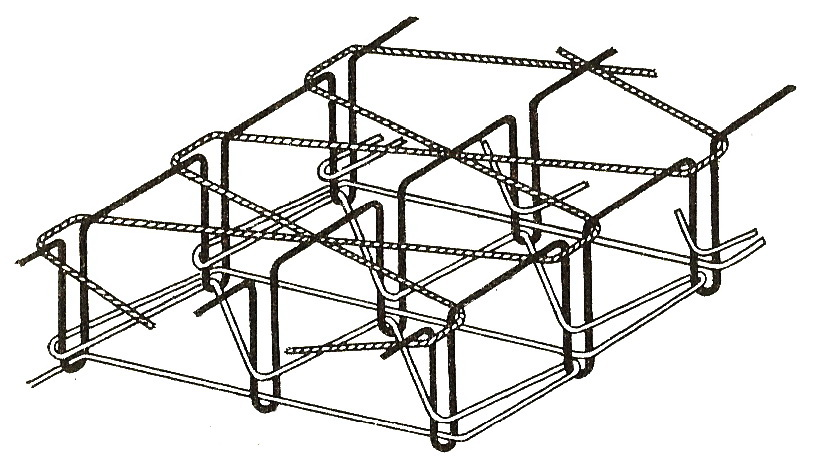
Alul-felül fedő varrat 6 fonalból (3 tűfonal, 1 alsó fonal, 2 csápfonal)

- A két- és több tűs varrógépek többsoros varratok készítésére szolgálnak. Az esetleg közös combból eredő, vagy különálló, de közös tűrúdba fogott tűk egymás mellett helyezkednek el és párhuzamos varratokat készítenek. A gépek működhetnek egy közös vagy több hurokfogóval.[38]

Olyan esetben, amikor varrás közben éles szögben kell fordulni (sarokvarrat készítésekor), ez tűrúd-kikapcsolós gépen oldható meg. Ezen a két tűrúd bármelyike – és ezzel a hozzá tartozó tű – működése felfüggeszthető, míg a másik tovább dolgozik. Ezáltal bármelyik irányban fordulva kiképezhető a kéttűs sarkos varrat.
A fedővarrógépek lényegében kettős láncöltésű varrógépek, de több tűvel dolgoznak és a hurokfogó több tű fonalát fogja át. Így a hurokfogóba fűzött alsó fonal a két tűfonal által közrefogott felületet befedi. Ez lehetőséget ad visszahajtott szélű varratok készítésére is. A fedővarrógépek egy fontos változata az alul-felül fedő varrógép. Ez nemcsak a kelme alsó felületét fedi le a két (vagy több) varrat között, hanem a felső oldalát is. A felső lefedő fonalak bevezetéséhez külön fonalvezetőkre („csápokra”) van szükség.

## Programozott működésű varrógépek
Ezek a gépek bizonyos varrási műveleteket önműködően, meghatározott program szerint végeznek el. Céljuk a varráshoz tartozó kézi műveletek visszaszorítása és ezzel a varrás termelékenységének növelése.

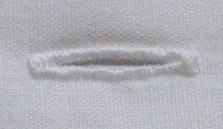
Egyenes gomblyuk

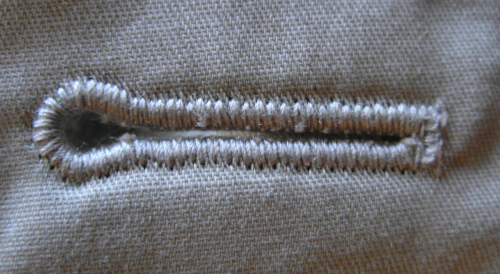
Szemes gomblyuk

- A gomblyukvarrógépek két változatban készülnek: egyenes ill. a szemes gomblyuk készítésére szerkesztett kivitelben. A gép mindkét esetben cikcakk-öltéssel először körülvarrja a gomblyuknyílás helyét, majd egy késsel kivágja a gomblyukat, amelynek szélei így eleve szegettek. Más megoldásnál a gép először kivágja a nyílást, majd ezt körbevarrja. A körülvarrás történhet hurok- vagy láncöltéssel. Egyenes gomblyuk esetében a varrás a gomblyuk egyik végén kezdődik néhány széles cikcakk-öltésben („retesz”), majd a gép a gomblyuk egyik oldalát varrja meg kisebb cikcakk-öltésekkel. A gomblyuk másik végén ismét széles cikcakk-öltések (retesz) következnek, majd a gép visszafelé varr kis ugrású cikcakk-öltésekkel kialakítva a gomblyuk másik szélét, és visszatér a kiinduló pontra. Ekkor történik meg a lyuk kivágása a két keskeny cikcakk-öltésű rész között. A tű oldalirányú kilengése mindvégig ugyanabban a síkban történik. Szemes gomblyuk készítésénél a folyamat hasonlóképpen kezdődik, de a gomblyuk felső végén – a szemnél – a tű cikcakk mozgásának síkját forgatják, hogy az öltések sugárirányúak legyenek. Az alsó részt itt is retesszel zárják le. A szemes gomblyuk szegélyének megerősítésére a varratba gyakran egy bélelőfonalat is bevezetnek. A gépen a varrandó anyagot egy készülékbe fogják be és azt mozgatják a gomblyuk kialakításának megfelelően.[40]
- A gombfelvarrógépek – konstrukciójuktól függően – két- vagy négylyukú, valamint füles gombok felvarrására alkalmasak. A gombot egy, a varrógépre szerelt készülékbe fogják be. A kétlyukú gomb felvarrása egyszerű cikcakk-öltéssel történhet. Négylyukú gomb esetében már nemcsak a tűnek kell ide-oda mozognia, hanem a tű lengési síkjára merőlegesen a gombot és vele a kelmét is mozgatni kell.[41]
- A rövidvarrat-automaták csak viszonylag kevés számú (legfeljebb néhány száz) öltésből álló varratok készítésére, apróbb alkatrészek felvarrására, összevarrására szolgálnak. Huroköltésű gépek és jellegzetességük, hogy a kelmetovábbító szerkezetet meghatározott program szerint mozgatják. A tű csak függőleges irányú mozgást végez, a varrat alakját a munkadarab-mozgató szerkezet mozgása határozza meg. A varrat végén önműködően elvágják a cérnákat.[42][43]

A reteszelő gépek részben megerősítő varratok készítésére szolgálnak, például zsebnyílások végeinél, részben rövid felerősítő varratok készítésére alkalmazzák címkék, övtartók stb. felvarrásához.
A címkefelvarró gépek tetszőleges alakú, önmagába visszatérő vonal mentén húzódó varratok készítésére alkalmasak. Automata gépek, amelyeken régebben mechanikus vezérlést, pl. alakos tárcsákat alkalmaztak, a mai gépeken azonban a kívánt varratvonalat a varrógéphez közvetlenül kapcsolt digitális programozással állítják elő. Címkék felvarrása mellett – ahol a varrat a címke széleivel párhuzamosan fut – felhasználják ezeket a gépeket például előre gyártott hímzések, visszahajtott pántvégek felvarrására és más hasonló célokra is.
A kisalkatrész-varró automaták rávarrt zsebek, zsebfedők, gallérok, kézelők, övtartók stb. különálló elkészítésére használhatók. Az összevarrandó alkatrészeket a varrómunkás egy megfelelően kialakított befogósablonba helyezi. A befogó szerkezet automatikusan a varrás kezdőhelyzetébe áll be, majd a varrás befejeztével és a cérnavágást követően ismét a gépkezelő elé mozdul, aki kiveszi az elkészült munkadarabot és behelyezi a következőt. Előnyük, hogy minden munkadarab nagy pontossággal egyforma méretű és alakú.
- A díszítő-varrógépek olyan varratok készítésére szolgálnak, amelyeknek csak esztétikai feladatuk van. A mintázatok egy része a cikcakk-öltések variálásával állítható elő. A „horgológép” kettős láncöltést készít úgy, hogy meghatározott távolságonként a tű néhány öltést a kelme széle mellett a szabadban készít, amelyek horgolt lánc formájában, ívesen kiállva díszítik a kelme szélét. [46]
- A hímzőgép a varrógépek egy teljesen különálló fajtája. Hímezni tulajdonképpen olyan varrógépen is lehet, amelyen nincs mechanikus kelmetovábbító, a keretre feszített kelmét kézzel kell vezetni az előrajzolt mintának megfelelően.[47]

Komolyabb hímzési feladatok ellátására célgépeket használnak. Az automata hímzőgépek egy vagy több fejből állnak, számuk elérheti az 56-ot is. A „fejek” alapjában véve többnyire huroköltésű varrógépek, amelyeken egyenként ki-bekapcsolható módon több – akár 16 – tűrúd és tű van, mindegyik tűbe más-más színű fonal fűzhető és az éppen működő tűt a minta határozza meg. A hímezendő anyagot egy keretbe fogják be, amelyet a gép a mintának megfelelően mozgat az éppen működő tű alatt. A programvezérelt, többfejes hímzőgép 1911-ben jelent meg, akkor még, és a további fejlesztések során még évtizedekig lyukszalagos adathordozó tartalmazta a programot, majd az 1980-as évektől egyre inkább átvette ezt a szerepet a számítógépes programvezérlés, amely ma már egyeduralkodó.

## Készülékek

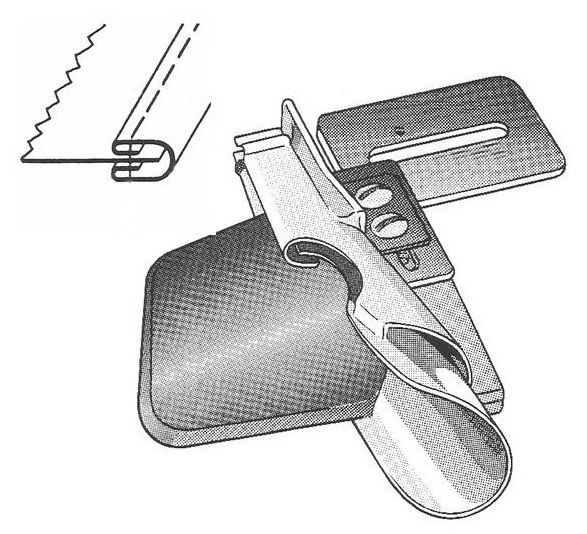
Pántfelvarró készülék

A varrás munkaigényes művelet. Annak érdekében, hogy a kézzel végzett műveletek időtartamát a teljes varrási időn belül csökkenteni lehessen, és ezzel a nagy fordulatszámú, nagy teljesítményű varrógépek időkihasználása jobb legyen, különböző készülékeket szerkesztettek, amelyek megkönnyítik a varró munkáját. Ezek a készülékek a legkülönfélébb anyagvezető, hajtogató, adogató, túladagoló vagy éppen feszítő stb. műveletek elvégzésére szolgálnak. Vannak gyárak, amelyek kifejezetten ilyen készülékek előállítására specializálódtak, és a varrógépgyárakkal együttműködve szinte minden előforduló varrógép-típushoz ajánlanak ilyen eszközöket és kiegészítő berendezéseket.

## Varróautomaták
A mechanikus vezérlésű, programozott működésű varrógépek az 1900-as évek elején jelentek meg, elsőnek az 1905-ben a Singer cég által szabadalmaztatott gomblyukvarrógép. Ezt követte a gombfelvarrógép és a reteszelőgép. A 20. század közepére jutott el odáig a műszaki fejlődés, hogy automata gyártósorokat hoztak létre a konfekcióiparban is. 1961-ben mutatta be a Pfaff varrógépgyár az első ingeleje-gyártó gépsort. Az ing elejének megvarrásához tartozó összes művelet gépeit egy sorba helyezték, és a munkadarabnak a munkahelyek közötti továbbítását önműködővé tették. A kiszolgáló személyzet csak a munkadarab-tár feltöltését, a gépsor működésének ellenőrzését és az esetleges üzemzavar elhárítását végezte. Később ennek mintájára más konfekcióipari műveletsorokat is hasonlóan automatizáltak. Az ilyen megoldások a nagy sorozatú gyártásban előnyösek. Az 1970-es évektől kezdődően jelentek meg az integrált munkahelyek, amelyeken különböző segédeszközök, segédberendezések és készülékek alkalmazásával több varrási munkaművelet összevonható. A fejlődés ezen a téren igen jelentős.

## Fejlesztési irányok

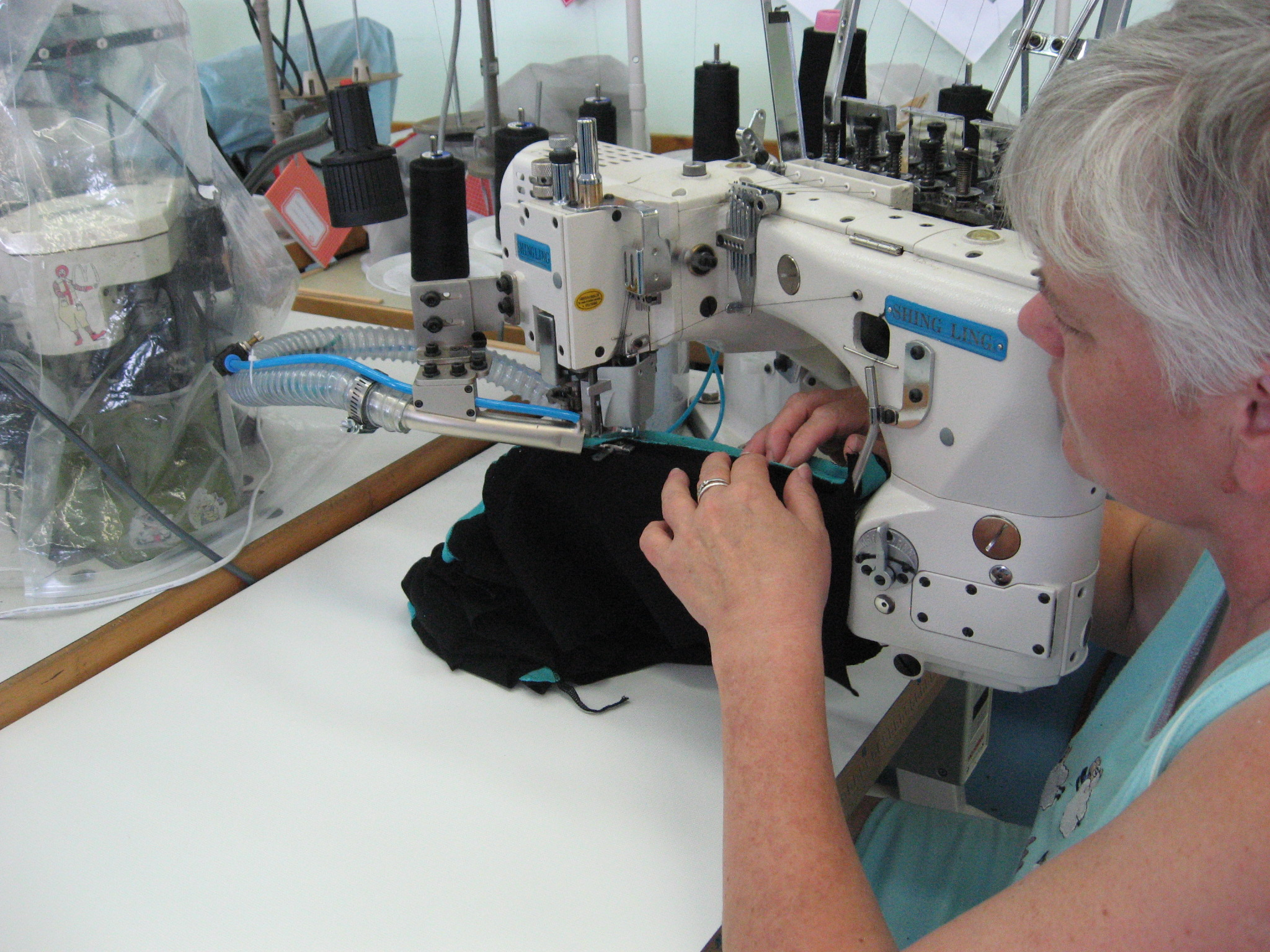
Munka ipari varrógépen (2010-es évek)

A konfekcióiparban az alkatrészek összeállítására a varráson kívül más módszerek is vannak (hegesztés, ragasztás), amelyek sok helyütt versenytársai a gépi varrásnak. A varrógépek területén mindemellett igen jelentős fejlesztési munka folyik. Az ipari varrógépek fejlesztésének fő iránya a gépek működési sebességének növelése, a varrómunkás munkájának megkönnyítése és meggyorsítása, valamint az alkatrészek összeállításának megkönnyítése speciális célgépek alkalmazásával.
A varrógépek sebességének növelése csak bizonyos határig észszerű, hiszen a varrástechnológiai műveleti idejében maga a gépi varrás csak egy részt képvisel. Ennek ellenére megfigyelhető a gépgyárak törekvése a fordulatszám növelésére. Az ún. sima huroköltésű varrógépeknél és a szegvevarrógépeknél ma az általánosan alkalmazott fordulatszám 4000–5000/min, de egyes típusokat 7000–8000/min fordulatszámmal is gyártják.
Bármilyen gyors is az öltésképzés, a varrás termelékenységét mégis elsősorban az emberi tevékenység korlátozza, amikor a munkadarabot vezeti és igazgatja a varrás során. A kutatás-fejlesztési tevékenység ezért a kézi műveletek csökkentésére koncentrál.
Bár a varrógép szerkezet alapjában véve nem változott, e téren is több konstrukciós tökéletesítés folyik. A legszembetűnőbb az, hogy míg korábban a varrógépet egy különálló motor hajtotta tengelykapcsoló közvetítésével, az újabb gépeken a motort beépítik a gépfejbe és fordulatszám-szabályozását elektronikus úton oldják meg. Tökéletesítették a gép kenését is, ma már elterjedtek az ún. „száraz” varrógépfejek, amelyek nem igénylik a tűrúd mozgató mechanizmusának kenését, így nem fordulhat elő a munkadarab olajszivárgásból eredő szennyeződése.
A huroköltésű varrógépeken, különösen hímzőgépeken problémát okoz az alsó fonal gyakori lefogyása. A megoldás az alsófonal-cséve kicserélése egy teli csévére. Mintegy 15%-os termelékenység-emelkedés érhető el ezzel a módszerrel.
Ma már teljesen elterjedt az ipari varrógépeken a számítógéppel történő programozás, amely kiterjed a varrattípus kiválasztására (pl. szemes gomblyuk formai kialakítása, retesz mérete stb.), az öltésszám, az öltéssűrűség, a cérnafeszítés, a gépfordulatszám programozására stb. Az információtechnológiai készülékekkel ellátott varrógépek hiba esetén megállnak, és jelzik a hiba helyét, hogy azt a gépkezelő könnyebben megtalálja.
Vannak törekvések varró robotok alkalmazására is, amelyek célja az emberi közreműködés minimálisra csökkentése. Az USA-ban például a katonai egyenruha varrásának robotizálásával kísérleteznek, abból kiindulva, hogy a Pentagon évente 4 milliárd dollárt költ egyenruhákra, és ezek előállításában 50 ezer ember vesz részt.
Igen nagy gondot fordítanak a varrógépgyárak az energia megtakarításra, a zajcsökkentésre, a karbantartási igények csökkentésére, a munkadarab kitűnő megvilágítására a pontos munka érdekében. Mindezeken a területeken folyamatos a fejlődés.

## A varrógép a képzőművészetben

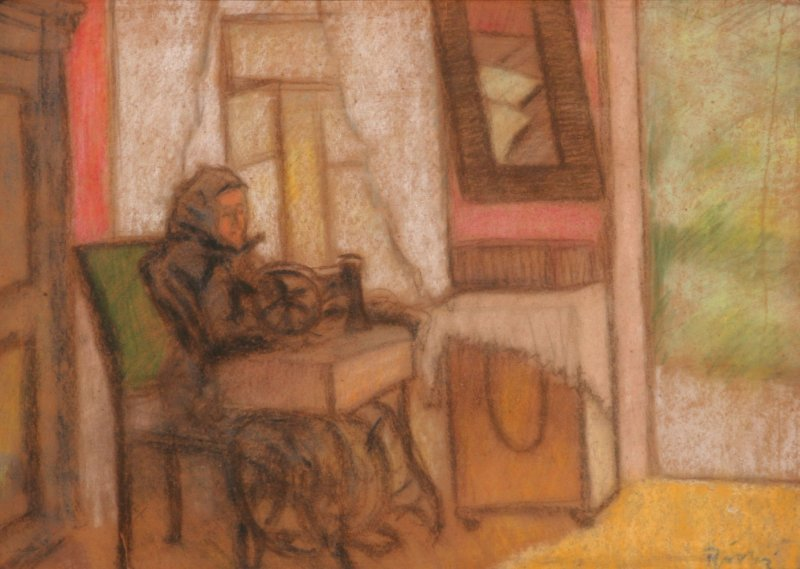
Rippl-Rónai József: Varrógép mellett (1900-as évek eleje)
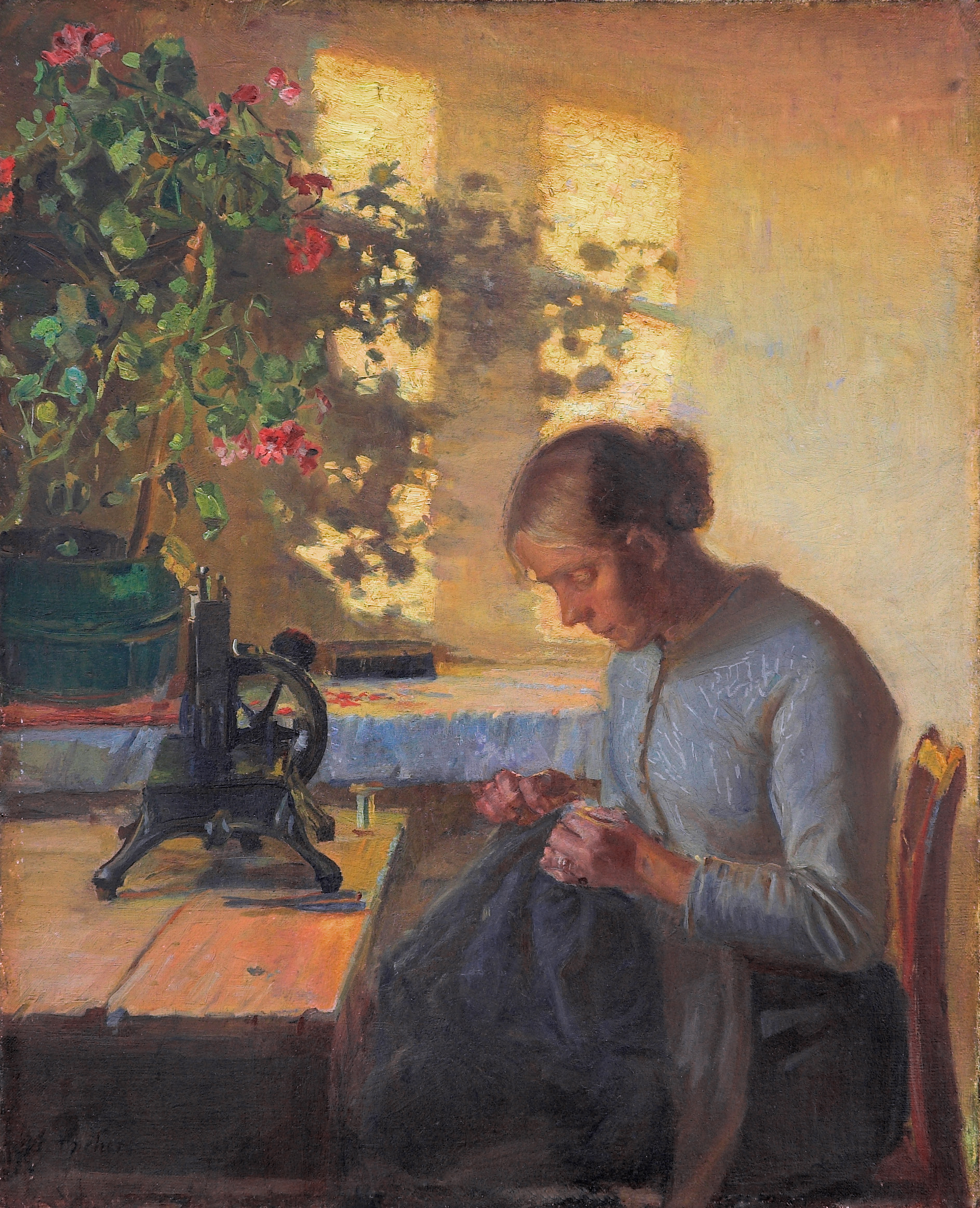
Anna Ancher: Varró nő (1890)